# Hold Me in Your Arms
Hold Me in Your Arms – drugi album studyjny Ricka Astleya, wydany w 1988 roku nakładem RCA Records. W 2010 roku ukazało się zremasterowane wydawnictwo.

## Lista utworów
Utwory napisane przez Ricka Astleya, chyba że napisano inaczej. 
1. „She Wants to Dance with Me” – 3:14
2. „Take Me to Your Heart” (Stock Aitken Waterman) – 3:27
3. „I Don't Want to Lose Her” (Stock Aitken Waterman) – 3:31
4. „Giving Up on Love” – 4:01
5. „Ain't Too Proud to Beg” (Holland, Whitefield) – 4:19
6. „Till Then (Time Stands Still)” (Stock Aitken Waterman) – 3:14
7. „Dial My Number” – 4:09
8. „I'll Never Let You Down” – 3:55
9. „I Don't Want to Be Your Lover” – 3:58
10. „Hold Me in Your Arms” – 4:32

## Twórcy
- Rick Astley – śpiew, instrumenty klawiszowe, perkusja, instrumenty perkusyjne
- Robert Ahwai – gitara
- Roddy Matthews – gitara
- Matt Aiken – gitara, instrumenty klawiszowe
- Mike Stock – instrumenty klawiszowe
- Ian Curnow – instrumenty klawiszowe
- Daize Washbourn – perkusja, instrumenty perkusyjne
- „A. Linn” – programowanie
- Gary Barnacle – saksofon
- Phillip Todd – saksofon
- Shirley Lewis, Mae McKenna, Leroy Osbourne – chórek